# Carapus bermudensis
Carapus bermudensis is een straalvinnige vissensoort uit de familie van parelvissen (Carapidae). De wetenschappelijke naam van de soort is voor het eerst geldig gepubliceerd in 1874 door Jones.